# Polskt förband

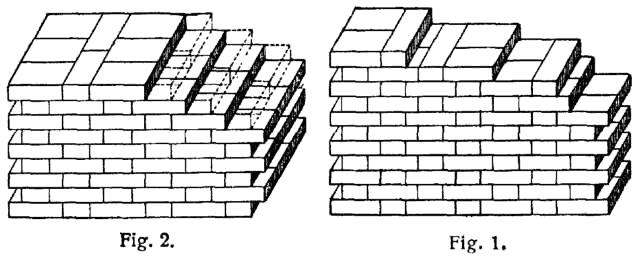
Polskt förband

Polskt förband är ett murförband i tegelmurning, bestående av omväxlande en löpare och en bindare i varje skift. Förbandet består av två skift, vanligen placerade så att stenarna ligger lodrätt ovanför varandra i vartannat skift. Ett annat namn på samma förband kan vara gotiskt förband men det finns också uppgifter om att förbandet eventuellt skulle kunna kallas vendiskt eller götiskt förband. [källa behövs]

## Fotnoter och källor
1. ↑  Tegel, s. 58.
2. 1 2  ”Nordisk Familjebok 1913”. Arkiverad från Mur originalet den 12 mars 2016. https://web.archive.org/web/20160312132359/https://runeberg.org/nfbr/0713.html. Läst 28 februari 2016.

- Lindgren, Jack; Moeschlin Jan (1985). Tegel: tillverkning, konstruktion, gestaltning. Stockholm: Svensk byggtjänst. Libris 7635739. ISBN 91-7332-293-8